# Клавесон
Клавесон (фр. Claveyson) насеље је и општина у источној Француској у региону Рона-Алпи, у департману Дром која припада префектури Валанс.
По подацима из 2011. године у општини је живело 915 становника, а густина насељености је износила 56,73 становника/km². Општина се простире на површини од 16,13 km². Налази се на средњој надморској висини од 104 метара (максималној 438 m, а минималној 197 m).

## Демографија
| 1962. | 1968. | 1975. | 1982. | 1990. | 1999. | 2011. |
| ----- | ----- | ----- | ----- | ----- | ----- | ----- |
| 575   | 596   | 602   | 641   | 697   | 702   | 915   |

График промене броја становника у току последњих година